# Amédée Borsari
Amédée Borsari (* 23. Dezember 1905 in Paris; † 21. Juni 1999 in Eaubonne) war ein französischer Komponist.

## Leben
Amedée Borsari studierte am Pariser Konservatorium Klavier bei Georges Falkenberg und Harmonielehre bei Charles Silver. Später war er Schüler von Vincent d’Indy an der Schola Cantorum. 1947 gehörte er neben José David, Émile Damais und Jean Rollin zu den Gründern Group Eurhythmie, die 1951 Gegenstand einer Ausstellung in der Bibliothèque Nationale war und in den 1950er Jahren eine wichtige Rolle in der Musikgeschichte Frankreichs spielte.
Borsari komponierte u. a. Instrumentalkonzerte, Kammermusik, Vokalmusik und Bühnenwerke.

## Werke
- Sonate pour piano et violoncelle, UA 1938
- Quintette avec piano, 1943
- Premier quatuor, 1944
- Prélude et Allegro für Klavier und Cello, 1944
- Divertissement sentimental, 1956
- Konzert für Violoncello und Orchester, 1996
- Concerto américain für Klavier und Orchester
- Prélude pour la mort de Roland
- Concerto für Saxophon und Streichorchester

| Personendaten    | Personendaten           |
| ---------------- | ----------------------- |
| NAME             | Borsari, Amédée         |
| KURZBESCHREIBUNG | französischer Komponist |
| GEBURTSDATUM     | 23. Dezember 1905       |
| GEBURTSORT       | Paris                   |
| STERBEDATUM      | 21. Juni 1999           |
| STERBEORT        | Eaubonne                |